# Сине-золотая короткоклювая танагра
Сине-золотая короткоклювая танагра (лат. Bangsia arcaei) — вид птиц из семейства танагровых. Выделяют два подвида.

## Распространение
Обитают в Коста-Рике и Панаме.

## Описание
Длина тела 13,3—15 см. Радужные оболочки красные. У представителей номинативного подвида корона ярко-синяя, клюв чёрный и крепкий. Крылья и хвост тёмно-синие, почти чёрные. Брюшко, бока и грудка при этом золотые.
Самцы и самки идентичны с точки зрения человека, но зрение птиц различает их.

## Биология
Питаются преимущественно фруктами и членистоногими. Наблюдалось питание цветами, нектаром, тараканами, муравьиными королевами и пауками. Этих птиц обычно наблюдают парами или небольшими группами.

## Подвиды
Выделяют два подвида:
- B. a. caeruleigularis  (Ridgway, 1893) — Коста-Рика
- B. a. arcaei  (Sclater, PL & Salvin, 1869) — Панама